# 福留佑子
福留 佑子（ふくどめ ゆうこ、1989年3月2日 - ）は、日本の元タレント、元グラビアアイドル。
愛知県出身。サンミュージック出版に所属していた。

## 人物・来歴
2005年、雑誌『週刊ヤングジャンプ』の制コレ05で準グランプリを獲得。
2007年10月5日、パーソナリティを務めるラジオ番組『福留佑子のゆうことナイト!』の最終回、及び、自身のブログで、芸能界を休業すると発表した。
趣味・特技は、ダンス、腹筋背筋、持久走、ソフトテニス。
元中日ドラゴンズ、阪神タイガース外野手で野球解説者の福留孝介は叔父にあたる。

## 出演

### ドラマ
- ママ!アイラブユー（2005年、TBS） - 長倉美夏役
- GARO-牙狼- 第3話（2005年10月21日、テレビ東京）
- 金曜プレステージ 多摩湖畔殺人事件（2007年8月31日、フジテレビ）

### テレビ
- 天使らんまん（2006年3月28日、毎日放送）

### ラジオ
- 福留佑子のゆうことナイト!（東海ラジオ）

### CM
- NTTドコモ東北（2005年）
- 日本工学院専門学校

## リリース作品

### 写真集
- Prime（2006年8月24日、ワニブックス、撮影：小塚毅之） ISBN 978-4847029493
- 制コレ The Album 17才のLive（2007年3月29日、集英社、撮影：栗山秀作） ISBN 978-4087804621

### DVD
- カ・ブ・リ・ツ・キ（2006年9月、ワニブックス）